# International Medical School

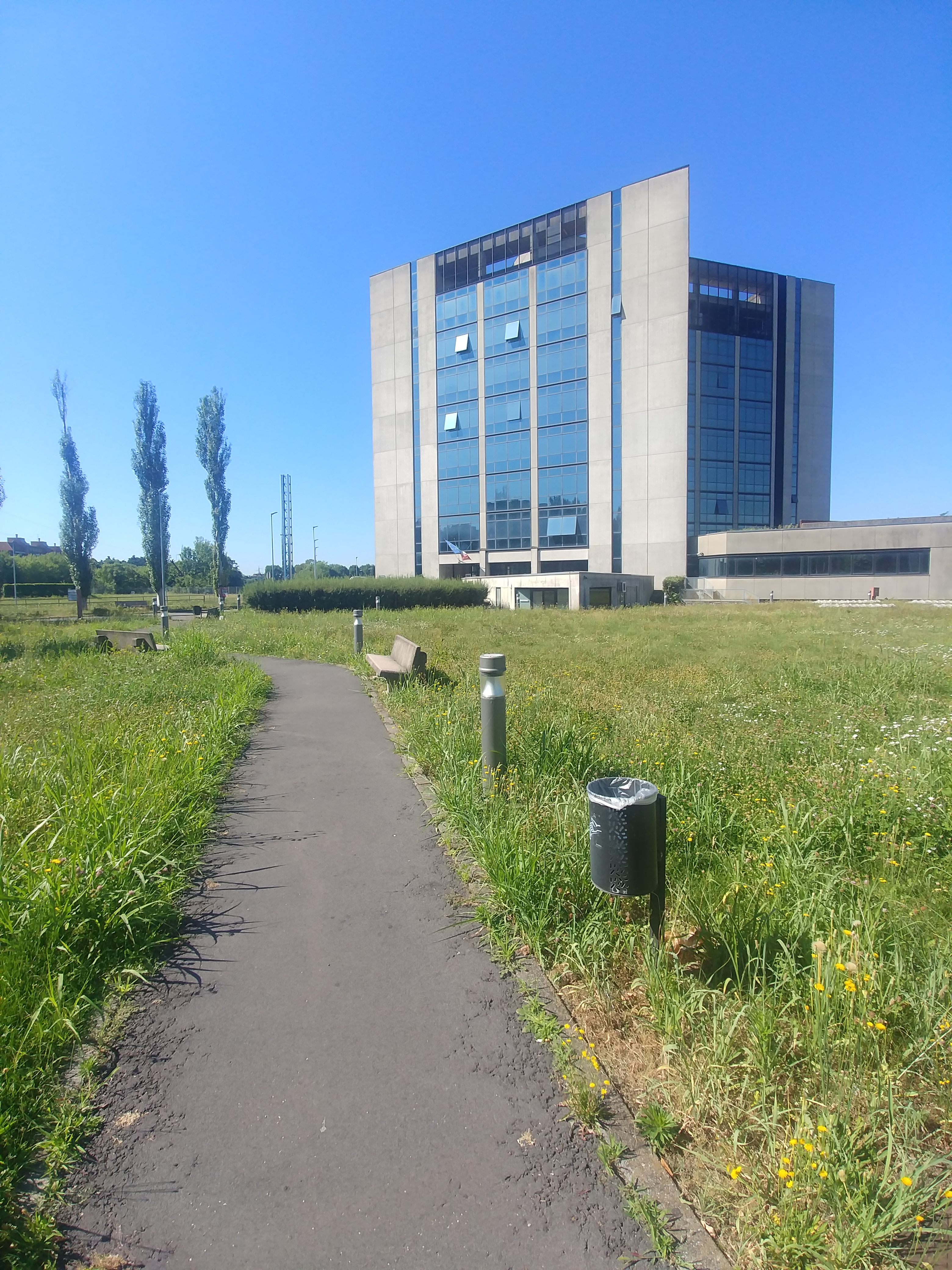
Edificio LITA, 2021

La International Medical School (IMS) della facoltà di medicina dell'Università degli Studi di Milano è una scuola di medicina pubblica di lingua inglese situata principalmente a Milano e nella vicina Segrate, in Italia, con altre cliniche didattiche nell'area metropolitana di Milano. La scuola è ufficialmente riconosciuta nel World Directory of Medical Schools delle Nazioni Unite. È costantemente classificata come una delle 100 migliori scuole di medicina al mondo. La sua missione è quella di "fornire ai laureati sia una solida e aggiornata comprensione scientifica della medicina, sia un profondo apprezzamento delle complessità umane e sociali associate alla salute e alla malattia".

## Storia
Il corso è stato fondato nel 2010 come "MiMed" presso l'ospedale Humanitas, come sforzo congiunto dell'Università di Milano e dell'ospedale. Nel 2014 l'ospedale ha aperto il suo corso privato, quindi l'università ha rinominato il corso "International Medical School" e lo ha trasferito nell'edificio L.I.T.A. (Laboratorio Interdisciplinare Tecnologie Avanzate) a Segrate.

## Ammissioni
L'ammissione alla scuola è subordinata a un punteggio elevato nel "International Medical Admissions Test". Solo il 2% dei migliori candidati al test viene ammesso al programma. Un terzo dei posti è riservato a studenti che non sono cittadini dell'Unione europea, né di alcuni stati affiliati, come Svizzera e Norvegia. Tra la classe in arrivo del 2015, meno della metà degli studenti erano cittadini italiani. Il punteggio minimo del Test di ammissione medica internazionale per l'ammissione al primo turno tra i candidati UE era 50,1, rappresentando approssimativamente il 2% dei migliori candidati al test. Le tasse universitarie variano da circa € 800 a € 4060 all'anno.

## Curriculum
La scuola ha un programma di sei anni. Il curriculum è basato su blocchi/moduli piuttosto che su corsi, seguendo un formato simile alle scuole di medicina americane e canadesi. I primi due anni sono dedicati agli studi preclinici, concentrandosi su anatomia, fisiologia, biochimica e microbiologia. I quattro anni successivi sono clinici, con frequenti rotazioni in diversi reparti medici e chirurgici negli ospedali. La scuola enfatizza l'apprendimento basato sui problemi, l'interdisciplinarità e la medicina traslazionale. Gli studenti hanno l'opportunità di fare parte della loro formazione all'estero tramite il programma Erasmus. Tutto l'insegnamento è in inglese. Gli studenti sono tenuti a imparare l'italiano, e, per laurearsi, devono, in inglese, scrivere e discutere una tesi finale. Il titolo conferito è un Dottore magistrale, definito in inglese come Doctor of Medicine.

## Attività
I primi due anni si svolgono principalmente in L.I.T.A, essendo considerati "preclinici". Oltre alle lezioni, vengono fornite attività (ad esempio, Problem-Based Learning, lezioni con modelli anatomici, test spirometrici, ecc.) per migliorare la conoscenza di argomenti critici. Dal terzo anno in poi gli studenti alternano lezioni e apprendimento clinico pratico in ospedale.

## Ospedali affiliati
Tra gli ospedali universitari della scuola, ci sono:
- Ospedale Niguarda Ca' Granda - piazza dell'Ospedale Maggiore, 3 - Milano
- Fondazione IRCCS Ca’ Granda Ospedale Maggiore Policlinico - via Francesco Sforza, 35 - Milano
- Ospedale Luigi Sacco - via Giovanni Battista Grassi, 74 - Milano
- IRCCS Centro Cardiologico Monzino - via Privata Carlo Parea, 4 - Milano
- Azienda Ospedaliera San Paolo - via Antonio di Rudinì, 8 - Milano
- Ospedale San Carlo Borromeo - via Pio II, 3 - Milano
- Presidio Ospedaliero Gaetano Pini - via Gaetano Pini, 3 (piazza Cardinale Andrea Ferrari, 1) - Milano
- Fondazione IRCCS Istituto Nazionale dei Tumori - via Giacomo Venezian, 1 - Milano
- CAMPUS IFOM-IEO (Istituto Europeo di Oncologia) - via Adamello, 16 - Milano
- IRCCS Istituto Ortopedico Galeazzi - via R. Galeazzi, 4 - Milano
- IRCCS Policlinico San Donato - via Morandi, 30 - San Donato Milanese (MI)
- Ospedale San Giuseppe - via S. Vittore, 12 - Milano